# Przemysław Pluta
Przemysław Pluta (ur. 13 listopada 1978 w Wodzisławiu Śląskim) – polski piłkarz, grający na pozycji pomocnika i obrońcy. Znany z występów w Odrze Wodzisław Śląski.